# Vesti la giubba

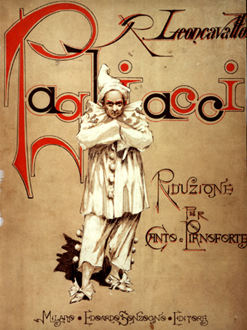
Libretto della prima edizione del Pagliacci

Vesti la giubba, più conosciuta come Ridi, pagliaccio, è un'aria dell'opera Pagliacci di Ruggero Leoncavallo.
Viene intonata alla fine del primo atto da Canio, che si prepara per la commedia nel ruolo di Pagliaccio nonostante abbia appena scoperto il tradimento della moglie Nedda. Quest'aria rappresenta il concetto di "clown tragico", che sostiene il suo ruolo comico senza mostrare alcun turbamento, ma che interiormente vive un dramma personale. Il primo tenore a cantarla è stato Fiorello Giraud nel 1892.
La registrazione discografica di Enrico Caruso, eseguita in tre versioni (1902, 1904 e 1907), è stato il primo disco ad aver superato il milione di copie vendute.

## Testo tratto dal libretto
Recitar! Mentre preso dal delirio,

non so più quel che dico,

e quel che faccio!

Eppur è d'uopo, sforzati!

Bah! Sei tu forse un uom?

Tu se' Pagliaccio!

Vesti la giubba e la faccia infarina.

La gente paga, e rider vuole qua.

E se Arlecchin t'invola Colombina,

ridi, Pagliaccio, e ognun applaudirà!

Tramuta in lazzi lo spasmo ed il pianto

in una smorfia il singhiozzo e 'l dolor, Ah!

Ridi, Pagliaccio,

sul tuo amore infranto!

Ridi del duol, che t'avvelena il cor!